# Šiprage
Šiprage (in serbo Шипраге?), è una frazione situata nei pressi del comune di Kotor Varoš, a nord della Bosnia ed Erzegovina, sotto la giurisdizione della Repubblica Serba, facente parte della Regione di Banja Luka. Nel censimento del 2013 contava 788 abitanti dichiarati.

## Geografia fisica
La frazione si affaccia sul fiume Vrbanja, a sud-est di Banja Luka, distante 60 km, e Kotor Varoš, distante 30 km. È raggiunta dalla strada regionale R-440, che giunge fino a Obodnik, dove si innesta con la nazionale M-4, Banja Luka - Kotor Varoš - Teslić - Matuzići. In Matuzići è possibile entrare sulla nazionale M-17.
A nord-est della frazione si trova la catena montuosa del Šipraško Brdo, con la cima più alta del monte Glavić di 950 m, a sud il monte Jasik di 769 m, sud-est il complesso Šahinovina, con la cima del Stražbenica di 848 m. Ad ovest la catena dei Radohova, con il monte Kape, di 950 m, a nord-ovest la catena Harstik con il monte Borčić di 799 m.
Il Vrbanja scorre adiacente alla frazione per circa due chilometri. La zona è ricca di sorgenti d'acqua dolce, una delle quali, nei pressi del Crkvenica, viene utilizzata per alimentare la rete idrica locale. Nel Vrbanja confluiscono da destra il Musić, il Crkvenica, il Bakin, il Borčićki e il Ćorkovac, mentre da sinistra confluiscono lo Zagradinski e la Demićka.

## Storia
Il primo insediamento nella valle del fiume Vrbanja risale al neolitico. Questa zona è stata poi abitata dagli illiri, dalla tribù Maezaei,  ma nel IV secolo a.C. venne conquistata dai Celti.
Nei pressi della foce del Crkvenica, alla confluenza con il Vrbanja, nel 1891 vennero scoperti i resti di una basilica paleocristiana risalenti al III-V secolo. Documentazione archeologiche confermano la presenza di un insediamento romano, mentre le pietre tombali (stećci) risalgono al XII secolo. La posizione originale delle pietre tombali era alla confluenza del ruscello Crkvenica con il fiume Vrbanja. Una delle pietre tombali meglio conservate è immersa nel fiume Vrbanja.

### Guerra in Bosnia
Durante la Guerra in Bosnia ed Erzegovina, tra il 1992 e il 1995, la polizia serbo-bosniaca e le forze dell'esercito distrussero il villaggi circostanti, soprattutto quelli situati a monte, lungo il Vrbanja per Kruševo Brdo, così come i villaggi Bosgnacchi e Croati situati a valle di Banja Luka, e in tutta la Bosnia centrale.
Uno dei 18 campi per i bosniaci detenuti del Comune di Kotor Varoš era presso la stazione di polizia (MUP) di Šiprage.
Dopo il 1996, la maggior parte dei villaggi bosgnacchi vennero parzialmente restaurati grazie ad un contributo del governo Lussemburghese e ai soldati del battaglione BE.LU.G.A. nell'ambito della Missione SFOR - EUFOR. Durante la guerra venne costruita la prima chiesa ortodossa nel centro del paese, sul sito della ex "Silvicoltura House" ed ex sede dell'amministrazione locale.